# 墨茶Official
墨茶Official（1998年4月5日—2021年1月10日），本名陳淞陽，男，四川西昌人，中国虚拟游戏主播，曾用网名TEA黑茶、TEA-qingyu，被部分媒體直接稱為墨茶。
墨茶3岁时父母离异随母亲生活，11岁时经历了外公外婆与舅舅因为财产纠纷产生的家庭矛盾。读初中到职高期间在会理县跟父亲生活，后来又回到母亲家生活，父母双方都很少关心墨茶，墨茶与周围人逐渐疏远。读职高期间父亲给墨茶买了一个台式计算机，但是被转送给墨茶同父异母的弟弟。不久后的2016年，墨茶职高肄业回到母亲家，母亲与外公发现墨茶沉迷于网络，墨茶与母亲的矛盾加剧。随后墨茶去母亲安排的眉山的培训学校学习，不久后离开并长时间留在成都，直至2019年底返回母亲家。当年年末墨茶使用“TEA黑茶”账号发布了两个左翼观点的视频，之后账号被封禁持续至今。
2020年2月起以“墨茶Official”的虚拟形象直播解说《守望先锋》和《战地1》游戏实况，并在bilibili發布視頻，但直至其去世前一直少有人观看关注。同年春季某一天，因为与母亲再次产生冲突，墨茶携带衣物与电脑主机前往会理独居。6月墨茶因为鼻子肿物前往医院就诊，但是没有住院。11月，墨茶的父亲带其至攀枝花医院手术切除鼻部纤维肉瘤，手术后查出2型糖尿病。其母希望前去照顾墨茶但被本人拒绝。手术后，墨茶因与父亲不和，独自外出，不接父母电话，直至去世。2021年1月10日10时许，“墨茶Official”被房東發現在出租屋内去世。墨茶离世后，受其网上朋友公布消息的影响，此网民的去世以及文章描述的墨茶不幸境况引起其他网民注意，随后引发了网民之间的广泛争论与网络暴力。

## 生平

### 童年
墨茶户籍地为四川省凉山州西昌市经久乡庄潘村。据其母之述，“墨茶Official”父母在其3岁时因性格不合离异，随后随母亲一同生活。母亲后来改嫁，因为墨茶的抚养权判给母亲而随母姓。
墨茶的母亲回到娘家后，外公准备把一个房子分给自己与墨茶的母亲，但是墨茶的两个舅舅侵占了这个房子。墨茶11岁时，其母联合外公外婆将两个舅舅告上法庭。法庭支持了他们的诉讼请求，但是两个舅舅一直没有把房子还给墨茶的母亲。经过法院与村组干部四次调解，被侵占的房子腾了出来。此后墨茶的母亲独自赡养两位老人。
这段争夺财产的家庭矛盾与父母的离异给墨茶的心理带来了较大的影响。母亲回忆，小时候墨茶与别的孩子一样爱笑爱玩，长大后就越来越疏远。同村人表示，小时候总看见墨茶在门口一个人玩沙子，离婚再加上在会理与父亲待得久了，与村里的玩伴玩不到一块。村里人与亲人都表示墨茶性格内向，较为孤僻，不爱说话。
墨茶本人与父母矛盾也比较多，不论在哪一边，墨茶都觉得不开心，自己不被爱。母亲常年在西昌做各种工作赚钱，隔一天回一次家，由外公外婆照顾，很少关心他。中间几年父亲带他到会理县读书，父亲在工地上做包工头，墨茶独自在工地旁边的餐馆吃饭。墨茶上了初中，母亲越来越不知道如何与墨茶沟通，她曾与同村人抱怨，她希望墨茶回自己家但是墨茶不听。墨茶同样不与外公说话，两个人面对面吃饭时也保持沉默。外公告诉媒体，墨茶似乎很恨家人。
2016年，墨茶的外婆生病，墨茶的母亲付了十几万的医疗费。虽然墨茶的母亲在2014年买了车，之后经营“黑出租”与足浴店，但是外公表示，此前挣钱都花进去了，家里的条件并没有变好。

### 初中毕业至2020年
墨茶读完初中后，由于成绩不好没有考上高中。去会理读职高后，父亲买了一台电脑给墨茶，后来父亲重新组建了家庭并又有了一个比墨茶小10岁的孩子，父亲把墨茶的电脑转送给这个孩子。母亲安排的职高差一个学期没有读完，墨茶没有说原因。回家后母亲照墨茶的要求买了一台新的电脑。墨茶沉迷于网络，母亲非常担心，然而她跟儿子的沟通常常变成争吵。其母又安排了房地产公司的工作，墨茶表示不想去。据《界面新闻》，母亲把墨茶送到眉山的一个培训学校，对方保证毕业后分配到铁路上工作，不过墨茶说学校是假的；这之后墨茶去了成都待了很长时间。
事主曾要求其母给予生活费，其母因要求其自食其力导致母子关系较紧张。《新时报》转载墨茶網友B站UP主「御坂伊里奇_Official」描述称，在成都時，其身为装卸工，每月工资八百元（人民币），其中五百元用于房租，剩余作为生活费。而界面新闻引述知情人士消息，在外打工期间，墨茶因参与违法犯罪行为，多次被公安机关打击处理。
据「御坂伊里奇_Official」发文称，2018年中，墨茶雇主拖欠薪资，“墨茶前去讨薪，却被雇主踩断身份证”；而同时又遭遇诈骗，被陌生人用支付宝花呗五百元额度换取了两百元现金。事后，墨茶因经济压力及身体状况返乡。此为其首次接受群友资助。此后墨茶被检查出胃溃疡和胃炎，在使用群友资助得到数日治疗后便回家；据「御坂伊里奇」所言，其胃病原因为长期饮食不佳，并在“此次生病后失去劳动能力”。QQ群成员曾建议墨茶去办理低保，但是墨茶称自己年轻没有残疾，仅生病造成贫困不能办理低保，“还需要去户口所在地的村委和派出所开证明，也需要身份证。墨茶的身份证，被欠薪老板一脚踩断了。”为获得收入，墨茶接受群友建议及帮助，开始在Bilibili上进行内容创作，但一直人气不高。当年2月墨茶在B站注册了“TEA黑茶”账号，开始发布CSOL游戏录播视频；同年11月墨茶使用这个账号发布了两个左翼观点的视频，之后账号被封禁，持续至今。账号被封禁之前墨茶发动态表示自己在ACFun注册了新账户“TEA-qingyu”。
2019年底，墨茶从成都回到老家，据《每日人物》，身高1米78的墨茶体重涨到了200多斤。其母曾让墨茶去医院检查，但是墨茶拒绝了。由于不知道儿子在电脑上做些什么，认为墨茶“不务正业”，母子二人总是吵架。2020年春的某天，母子之间又产生了冲突，墨茶带着电脑主机与衣服出了门，并表示以后就在会理了。外公以为墨茶去会理是找他爸爸，不知其独自居住。

### 2020年之后
据「御坂伊里奇_Official」，最迟在2020年5月，墨茶注意到鼻子上长了一个肿块，而且增长的速度超过群中网友的预计。6月13日，墨茶Official在B站发布动态表示“要去二刺猿了”，并公开了一份拟入院日期为2020年6月10日的医院入院凭证，该入院凭证左上角有“凉山州一医院”字样的标志，右下角有医生“陆远望”的签名，其中写明，经初步诊断为鼻部肿物。澎湃新闻在墨茶去世后向凉山州第一医院的五官科病区求证，一位医护人员表示医院确实有一位名叫“陆远望”的医生，对于患者的信息，暂无法透露。凤凰网也致电采访了凉山州第一医院。接受采访的护士表示，墨茶曾来就诊，可能是长了一个肿瘤，但需要把肿物切下来做检验才可以确定恶性还是良性。不过墨茶没住院，仅仅开了入院证明就离开了。受访的护士并不知道为何墨茶没有入院。墨茶则在28日发布动态，表示明日恢复直播，手术暂时做不了，也没有提及为何没有入院。
2020年7月，墨茶不止一次表示其胃部不适。8月30日，「御坂伊里奇_Official」代事主发布求助，表示肿瘤已压迫事主之视觉神经。有网友建议为其众筹，但因墨茶无法负担检查费用，进而无法提供众筹所需文件而作罢。10月，墨茶曾尝试投简历，在凉山寻找后期制作的工作，后搁置，此后墨茶没有再更新视频。
11月，墨茶的父亲带其至攀枝花医院手术并支付了手术费。墨茶被确诊鼻部纤维肉瘤，入院接受手术后又查出2型糖尿病。墨茶的妈妈曾说，做手术的时候要告诉妈妈，然而其母再打电话时，手术已经结束。母亲曾表示要去医院照顾墨茶，但被拒绝。由于墨茶的父亲“还有其他老人要照顾”，他只陪墨茶做了检查，在医院的其他时间是墨茶一个人度过的。11月底手术后，墨茶因与父亲不和，独自外出，不接父母电话，直至去世。
12月20日，墨茶叙述自己脑袋倒在桌子上，昏迷了几分钟。29日，墨茶发文称：「老想吃草莓，最近被病折磨的吃什么吐什么，然后特别特别想吃草莓。可惜草莓太贵了」。事主网友陈思旭称事后有群组好友向其寄送草莓，但事主「没能吃到」。31日，墨茶Official发布最后一条动态“然而我还在病床上躺着，令人感叹。”
2021年1月10日，“墨茶”的房东发现他在四川凉山州会理县某出租屋中死亡，死因可能与糖尿病有关但说法不一。据《界面新闻》，墨茶按照医嘱不应喝饮料，但是亲属在出租屋发现了大量的空饮料瓶。当晚，「御坂伊里奇_Official」给墨茶发去了微信消息，得到墨茶父亲次日早晨“我儿子死了”的回复。

## 后续
2021年1月12日，墨茶去世两天后，其骨灰由母亲与外公带回西昌的老家，于1月12日安葬在庄潘村的后山上。外公回忆，当天没有举办仪式，只来了七八个人一起送了墨茶一程，下葬后即各自离开。会理县党委宣传部工作人员回忆，墨茶的后事是由他的母亲的积极处理的。
2021年1月19日，「御坂伊里奇_Official」在群组与B站动态中发表讣告，表明墨茶一月初离世。21日晚9时，B站用户「御坂伊里奇_Official」称：
|                       | 可公开的黑茶家庭情报： 简略来讲，就是他的奶奶生病，因病致贫，父母躲债跑路，留他一人高中辍学自生自灭，之后其父又来抢夺他仅剩的平房得逞，无奈只好打工糊口，又遇黑心公司，并且鼻子上还长了个肿瘤 最后在切除肿瘤时发现罹患糖尿病，但已无积蓄持续治疗，最后因酮症酸中毒逝世 他住在大凉山，全国最后的贫困区域 茶的最后消息停留在了1月4号，但不久后就得到了来自他父亲的噩耗 其父的消息存在欺骗嫌疑，我第一时间并没有信任 直到得到了他表哥的证实后才发布了这篇讣告 |
| ——御坂伊里奇_Official | |

此后「御坂伊里奇_Official」又发布了回忆墨茶生前遭遇的文章。据国内媒体获得的墨茶家人及当地政府提供的信息，「御坂伊里奇_Official」发布的信息既有属实的部分，也有失实甚至夸张的内容；这些信息引发网民的大量关注。
2021年1月22日凌晨3时，B站发布通告称，正紧急调查核实与UP主墨茶Official有关的具体情况。《凤凰周刊》认为此举是为了避免网民的无端猜测。
22日下午，多名博主又指控“墨茶”曾骗钱后消失。《新京报》记者从大凉山州委宣传部副部长刘长猛获悉，网传的相关经历存在夸张或失实，不存在父亲抢夺房产的情节。据称“生父对墨茶很好”。刘长猛还表示，墨茶确实曾向多人借款，但是否有骗钱行为仍待有关部门调查。
當晚，四川凉山州会理县宣传部工作人員证实该事件的真实性。官方回应称：“10号左右去世的，由房东发现，已通知家属，遗体已火化”。其母亲称自家家境尚可，并非贫困户。之后「御坂伊里奇_Official」把自己发布的回忆墨茶生平文章替换成川观新闻的文章，表示回忆的生平未经核实，并在B站动态道歉。
1月23日，B站发布公告称，UP主賬號中的充电与直播打赏收入，将在取得家属同意的前提下，全额原路返还。B站同时将UP主的账号列为纪念账号，“以纪念他曾经与我们互相陪伴”。
同日，墨茶Official的母亲告诉媒體：其家境还算不错，自己有一辆2014年购买的东风悦达起亚牌轿车，也与人合伙开了一家足浴店，其于2016年1月和2019年5月分别在當地购买了18.53平方的商业用房和43.11平方的办公用房。但其母亦表示，曾經拒絕為事主提供生活費，並因此發生矛盾，其后《大纪元》称官方媒體報導的真實性引起不少網民的質疑。
1月25日，《界面新闻》前往墨茶的户籍地四川省西昌市经久乡庄潘村六组，寻访其母亲、外公等家属。《界面新闻》询问外公杜正明墨茶的死因是否有法医结论，外公回答：“法医鉴定说的身上高血压、糖尿病、脑充血什么的。”记者再询问墨茶平时身体是否有疾病，外公称“墨茶在家没有什么病，不晓得为什么去了会理县就这样了。但是，他从成都回来就变得很胖，可能超过200斤了”。墨茶的外公还说自己有不吃肉的习惯，但是墨茶不适应，常常自己去买烤鸭。外公否认了墨茶“被饿死”的说法，认为“这是造谣，怎么会饿死？这是对人格的极大侮辱”。20多岁的人应该自食其力了，不可能被饿死。外公表示墨茶的母亲给他买了重疾险等保险。外公还认为父母离异对他影响很大。此次《界面新聞》的報道有文字与圖片，没有影片及音訊。

## 争论
墨茶死後，微博的“墨茶Official”话题有5.8亿次阅读与26.6万次讨论（截至1月27日）。墨茶的生前动态也变成了网上墓碑，网民们纷纷留下想说的话。墨茶一度被网民在极短时间内塑造成完美受害者，但很快这一形象又被摧毁，在事发一周后被贴上了各种标签。网民逐渐不再注意墨茶，话题转向网民互相吵架的方向。
酮症酸中毒之成因，除糖尿病外，亦可能為飢餓。因此部分文章在事件后评论称，“墨茶是被‘餓死’的”。墨茶的母亲对媒体否认了这种观点，墨茶的外公则回应称这些传言是造谣、对人格的极大侮辱。而糖尿病酮症与饥饿性酮症两者容易混淆。有知乎用户认为，只有1型糖尿病才会引发酮症酸中毒，2型糖尿病与饥饿没什么关系。「御坂伊里奇_Official」称墨茶“最后几天反应很剧烈，包括他消化道的反应，然后包括他特别渴，特别想喝水”。《香港01》认为，在絕對貧窮的消滅被宣揚同時，現在也是關注「新經濟下的貧民」問題的時候。并表示發生在墨茶身上的悲劇之所以引起網民普遍的共鳴，是因為他令一般人產生代入感，聯想到自己生活困難時面臨的處境。《世界新闻网》则称“全面脫貧被外媒嘲諷”。
除了墨茶的死因，其性格、违法问题以及互联网上其他的言论也引发了争议。有网民认为逝者为大，继续怀念墨茶，在现实世界也有人亲自去墨茶生前的居所前放置礼物。也有网民认为一切悲剧的根源来自“原生家庭”，父母没有承担起责任。甚至还有性别对立的阵营也卷入了讨论。有激进女权主义网民在墨茶的小号上，发现了一些墨茶侮辱女性的游戏截图，上至加以指责，下至委婉表示女性应当多关注女性自身，没必要对男人有那么多的怜悯；部分男性网民则回应，墨茶去世了，但是部分極端的女权主义者却只知“打拳”而毫无怜悯之心。微博管理員公告稱，有帳號借其逝世，“发布挑动性别对立的内容，引发大量评论和转发，激化网友情绪、制造矛盾，进行恶意营销”；微博對五个帳號進行了禁言、清空評論區等處罰。有媒體報道指出，事主曾接受捐款，並質疑其行騙或炒作。亦有多名網絡內容創作者私下質疑墨茶數年前曾以「清羽」之名，借錢不還。消息流出，提出懷疑的直播主也被中國大陸網友質疑是「吃人血饅頭」，並且紛紛人肉搜索、「网暴」。涼山州政府單位則表示，网传的相关经历存在夸张或失实，至於墨茶是否涉及「詐騙」行為有待調查。接受美国之音采访的周锋锁认为政府在“改变舆论”，墨茶之死的故事“被改写”其实也在很多人的预料之中，而其原因是「官方害怕太平盛世的面具被这样的悲剧戳穿」。周又表示「官方企图改写故事」一事是「对弱者的第二次碾压」。部分网民也怀疑官方通报，但认为任意讲述故事的是墨茶父母，期望性格孤僻的孩子“自食其力”没有让网民看到理解与包容。在哔哩哔哩，有网民怀疑对墨茶哀悼的网民没几个人真的倾听过墨茶的声音，不少人不过是在“吃人血馒头”“蹭流量”罢了；而哔哩哔哩官方把墨茶的主账号设为纪念账号，小号仍继续封禁的行为被指只是趁机为自己博得好名声而已。
《凤凰周刊》认为，当一个人展示了他的多面性，人们只想看到想看到的那一面。随着事情的发展，已经没有人在意墨茶本人，所有人只想吵架，真相如何已经无人关心。而墨茶本人既没有可怜到需要网民祭奠，也没有犯下大的过错，大到在死后遭受口诛笔伐。《每日人物》的一篇文章亦指，泛滥的同情与泛滥的质疑并存，网络上围绕着墨茶的纷争不会有答案。